# Coladenia kehelatha
Coladenia kehelatha is een vlinder uit de familie van de dikkopjes (Hesperiidae). De wetenschappelijke naam van de soort is voor het eerst geldig gepubliceerd in 1878 door William Chapman Hewitson.